# 雍和宫桥
39°56′52″N 116°24′37″E / 39.947841°N 116.410148°E
雍和宫桥位于北京市东城区，是和平里西街－雍和宫大街（南北向）和安定门东大街（东西向）交汇处的一座立交桥。该桥是一座分离式立交桥，桥梁长251米，最大跨度35米。于1992年建成。